# Красный (Старошайговский район)
Красный — посёлок в Старошайговском районе Мордовии. Входит в состав Старошайговского сельского поселения.

## География
Находится в 70 км от Саранска, 18 км от районного центра и 37 км от железнодорожной станции Хованщина.

## Этимология
Название-символ: указывает на то, что населённый пункт основан в советское время.

## История
Основан, по одной версии — в 1922 году, переселенцами из села Сарга, по другой — в 1923 году, переселенцами из села Кулдым. В «Списке населённых пунктов Средне-Волжского края» (1931) Красный — посёлок из 39 дворов.

## Население
| 2002 | 2010 |
| ---- | ---- |
| 75   | ↘20  |

## Источник
- Энциклопедия Мордовия, И. И. Шеянова.